# Laliberté-Payment
Pour les articles homonymes, voir Laliberté.

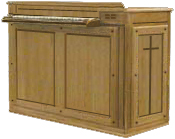
Orgue continuo Neuve-France.

Laliberté-Payment est une maison de facture d'orgue située à Repentigny au Québec et fondée en 1984 par Stéphane Payment et Daniel Laliberté.
L'atelier de production principal est localisé à Joliette.
Après la contribution de plus d'une centaine de restaurations d'orgues à tuyaux au Canada et aux États-Unis, elle signe en 1998 les orgues d'étude et de continuo Neuve-France. Ces derniers ont la particularité d'avoir la facture et l'harmonisation de la tradition baroque; tel que le tirage à traction mécanique, la basse pression et la tuyauterie fabriquée à pied ouvert, dit « à plein vent ». 
Quelques dates:
- 1984: Année de fondation
- 1989: Premier contrat aux États-Unis
- 1998: Signature des orgues Neuve-France
- 2001: Expansion de l'atelier actuel
- 2004: Partenariat avec la maison Guilbault-Thérien
- 2012: Achat de la clientèle Orgues Baumgarten
- 2021: Achat de la clientèle Guilbault-Thérien